# Spiraea latifolia
Spiraea latifolia es una especie de arbusto perteneciente a la familia de las rosáceas. Es nativa de Norteamérica.

## Descripción
Es un arbusto de pequeño tamaño que habita en las montañas en zonas húmedas. Las flores blancas nacen en panículas alargadas. Difiere de la similar Spiraea alba en que tiene las hojas ligeramente más amplias y glabras. A veces es tratada como Spiraea alba var. latifolia. Las hojas son de alrededor de 2-3 cm tan largas como anchas (3-5 de S. alba) y están groseramente dentadas (más finamente dentadas en el S. alba)

## Taxonomía
Spiraea latifolia fue descrita por (Aiton) Borkh. y publicado en Theoretisches-praktisches Handbuch der Forstbotanik und Forsttechnologie 2: 1871, en el año 1803.
Sinonimia
- Spiraea alba var. latifolia (Aiton) H.E. Ahles
- Spiraea alba var. latifolia (Aiton) Dippel
- Spiraea salicifolia var. latifolia Aiton basónimo[3]